# Hugh J. Schonfield
Hugh Joseph Schonfield (* 17. Mai 1901 in London; † 24. Januar 1988 ebenda) war ein britischer Bibelforscher, spezialisiert auf das Neue Testament und die frühe Entwicklung des Christentums. Er absolvierte seine Ausbildung an der Universität Glasgow. Er war einer der Gründer der pazifistischen Organisation „Commonwealth of World Citizens“. Eine Zeit lang war er Präsident der H.G. Wells Society.

## Leben und Wirken
Schonfield war Jude, der sich selbst als Nazarener bezeichnete, was bedeutet, dass er als Jude daran glaubte, dass der Messias in der Person Jesu gekommen war, wie es in der jüdischen hebräischen Bibel vorausgesagt wird. Er glaubte darüber hinaus, dass Jesus sich in seinem täglichen Leben bewusst darum bemühte, die Rolle des jüdischen Messias und die damit verbundenen Prophezeiungen zu erfüllen; dass Jesus nicht beabsichtigte, eine neue Religion zu gründen, sondern dass er beabsichtigte, auf die Erfüllung des Bundes Gottes mit dem jüdischen Volk hinzuwirken; dass die christliche Religion ein Produkt der Anhänger Jesu war, besonders wie es den nicht jüdischen Menschen vermittelt wurde, wodurch die Bindung zur ursprünglichen Absicht Jesu verloren ging. Zu jenen, die die Botschaft entstellt haben sollen, zählte er den Apostel Paulus, den Schonfield als geisteskrank bezeichnet, und ihm vorwarf zu glauben, selbst der Messias zu sein.
Diese Abspaltung von der ursprünglichen Botschaft trat über einen längeren Zeitraum auf in Zeiten großer Notlagen (Kriege, Verlust der nationalen Souveränität, Sklaverei, Verbannung aus Jerusalem und Palästina) und aus einer Reihe weiterer Gründe.
Schonfield ermutigte Gläubige eine kritische Betrachtung Jesu dessen zu haben, was über ihn erzählt wird und sich zu bemühen, den historischen Jesus zu erkennen, wie er sich seiner Zeit und seinem Land anpasste und was die wahre Absicht seiner ursprünglichen Botschaft war: der Glaube an die Heiligen Schriften, ein vorbildliches Leben nach ihm zu leben, zum Zweck der Linderung von Not und der Abkehr von der unvollkommenen menschlichen Natur.
Schonfield schrieb kommerziell erfolgreiche Geschichtsbücher und Biographien ebenso wie Bücher zur Religion; er verfasste eine neue Übersetzung des Neuen Testamentes mit dem Titel The Authentic New Testament (Das wahre Neue Testament). 1965 veröffentlichte er das umstrittene Buch The Passover Plot (dt. Ausgabe: „Das Passahfest-Komplott“), worin er die These vertritt, dass die Kreuzigung Teil eines umfassenden und beabsichtigten Versuchs Jesu war, die messianischen Erwartungen zu erfüllen, die in seiner Zeit verbreitet waren, und dass diese Absicht unerwarteterweise fehlschlug. Schonfield ließ 1968 ein weiteres Buch folgen: The Incredible Christians (dt. Ausgabe: „Unerhört, diese Christen“), das aber weniger Einfluss hatte als das erste Buch.
Auf Schonfield geht die Deutung des Begriffes „Baphomet“, ein umstrittenes mystisches Symbol des Templerordens, mit einer altjüdischen Verschlüsselungsmethode zurück. Seiner Meinung nach könnte dieses Wort durch die Anwendung des Atbash-Codes auf das griechische Wort sophia (Weisheit) entstanden sein.

## Bücher (deutsche Ausgaben)
- Unerhört, diese Christen. Molden, Wien / München / Zürich 1969, DNB 458880310.
- Planziel Golgatha. WIRschaft-Verlag, Aldingen 1969, DNB 458880302.
- Der lange Weg nach Golgatha. Lübbe, Bergisch Gladbach 1978, ISBN 3-404-01040-X.
- Die Politik Gottes. Mondcivitaner Verlag, Durchhausen 1974, ISBN 3-921329-01-9.
- Die Essener. Martin, Südergellersen 1985, ISBN 3-921786-46-0.

## Verfilmungen
- 1976: Jesus von Nazareth (The Passover Plot)